# حدود روسية أوكرانية
الحدود الروسية الأوكرانية هي الحدود الدولية بين الاتحاد الروسي وأوكرانيا. تمتد الحدود البرية بين خمس أوبلاستات (مناطق) أوكرانية وخمس أوبلاستات روسية. قضية الحدود الحديثة قائمة منذ سقوط الإمبراطورية الروسية في عام 1917.
تشهد الحدود اضطرابات منذ أوائل 2014 بسبب الحرب الروسية الأوكرانية. ووفقًا لرئيس دائرة حرس الحدود الحكومية في أوكرانيا فيكتور نازارينكو، فإن أوكرانيا فقدت السيطرة على 409.3 كيلومتر (254.3 ميل) من الحدود مع روسيا. وتسيطر على هذه الأراضي حاليًا جمهورية دونيتسك الشعبية وجمهورية لوغانسك الشعبية. وبسبب تغير نطاق السيطرة، لا تملك أوكرانيا السلطة على مضيق كيرتش، وهو اتصال بين شبه جزيرة كيرتش في شبه جزيرة القرم وشبه جزيرة تامان في كراسنودار كراي. وأنشأ الاتحاد الروسي نقاط تفتيش على طول الحدود الإدارية الأوكرانية بين القرم وخيرسون أوبلاست.
في عام 2014، كشفت الحكومة الأوكرانية عن خطة لبناء نظام دفاعي على هيئة حائط على طول الحدود مع روسيا، سُمي «مشروع الجدار». سيكلف بناء الجدار نحو 520 مليون دولار، وسيستغرق أربع سنوات، وبدأ إنشاؤه في عام 2015.
في 1 يناير 2018 فرضت أوكرانيا ضوابط بيومترية على المواطنين الروس الذين يدخلون البلاد. في 22 مارس 2018 وقع الرئيس الأوكراني بترو بوروشنكو مرسومًا يُلزم المواطنين الروس بإخطار السلطات الأوكرانية مسبقا عن سبب سفرهم إلى أوكرانيا. في 7 نوفمبر 2018 عُدل القانون الجنائي الأوكراني فأصبح العبور غير القانوني للحدود الأوكرانية «للإضرار بمصالح البلاد» جُرمًا يعاقب عليه بالسجن مدة تصل إلى ثلاث سنوات.
منذ 30 نوفمبر 2018، منعت أوكرانيا جميع الرجال الروس بين 16 و60 عامًا من دخول البلاد باستثناء القادمين للأغراض الإنسانية.
من 1 مارس 2020 أصبح عبور الأوكرانيين إلى روسيا يتطلب استخدام «جواز سفر دولي». بينما يمكن للأوكرانيين العودة إلى أوكرانيا باستخدام «جواز سفر داخلي».

## التاريخ منذ 1991
في عام 1991، ورثت أوكرانيا بصفتها دولة مستقلة جديدة أراضي جمهورية أوكرانيا الاشتراكية السوفييتية السابقة وحدودها. وكانت الحدود الروسية الأوكرانية حينها خطًا إداريًا، لم يُعيَن أو يًرسّم. وتحاول أوكرانيا منذ ذلك الحين إقامة حدودها.

### مذكرة بودابست 1994 للضمانات الأمنية
تشير مذكرة بودابست للضمانات الأمنية إلى ثلاث اتفاقيات سياسية متطابقة وُقعت في مؤتمر منظمة الأمن والتعاون في أوروبا في بودابست في هنغاريا في 5 ديسمبر 1994. ومن جملة أمور، وعدت المذكرة بأن يحترم الموقعون عليها (الاتحاد الروسي والولايات المتحدة الأمريكية والمملكة المتحدة) الحدود الأوكرانية القائمة.

### حادثة توزلا
سببّت جزيرة توزلا نزاعًا كبيرًا بين روسيا وأوكرانيا في عام 2003. تقع الجزيرة في مضيق كيرتش، وتتبع القرم من الناحية الإدارية. خلال الفترة السوفييتية، نُقلت الجزيرة مع القرم إلى سلطة أوكرانيا في عام 1954؛ وهو ما لاقى رفضًا من قبل الكثير من السياسيين الروس وشكّل الخلفية القانونية للتغيير الإقليمي.
تمر كل الطرق التجارية الرئيسة ضمن الجزء الأعمق من مضيق كيرتش الذي يقع بين الجزيرة والقرم ويعتبر جزءًا من المياه الإقليمية لأوكرانيا. ولا تستطيع السفن العبور إلى شرق الجزيرة (نحو شبه جزيرة تامان) بسبب ضحالة المياه. توجد قناتان بين توزلا وشبه جزيرة تامان، ولكنهما بعمق أقل من 3 م (9.8 قدم). تبيض الأسماك بشكل رئيسي في المياه الإقليمية لأوكرانيا، وهو ما يدعم صيد الأسماك في القرم. وازدادت حدة النزاع بسبب التنبؤ بوجود النفط والغاز في المنطقة وعدم وجود حدود دولية راسخة ومصدق عليها بين روسيا وأوكرانيا. واقترح الجانب الروسي أن تمتد الحدود على طول قاع المياه الإقليمية، مع تقاسم استخدام بحر آزوف ومضيق كيرتش.
لمحة تاريخية
حتى عام 1925، كانت الجزيرة جزءًا من اللسان الرملي لتامان التابعة لأوبلاست كوبان-البحر الأسود، ولاحقًا، شمال القوقاز كراي. وخلال عاصفة كبيرة ضربت مضيق كيرتش، فُصل الجزء الغربي من اللسان وشكّل جزيرة. في 7 يناير 1941، خلال الحرب العالمية الثانية، أصبحت الجزيرة تابعة لجمهورية القرم الاشتراكية السوفييتية ذاتية الحكم (القرم أوبلاست لاحقًا)، والتي بدورها نُقلت إلى سلطة أوكرانيا في عام 1954.

### نزاع على وضع القرم (2014)
منذ أن ضمت روسيا القرم في مارس 2014، يستمر النزاع بين روسيا وأوكرانيا على وضع القرم ومدينة سيفاستوبول؛ ترى أوكرانيا وغالبية المجتمع الدولي أن القرم جمهورية ذاتية الحكم في أوكرانيا، وسيفاستوبول واحدة من المدن الأوكرانية ذات الوضع الخاص. بينما تعتبر روسيا القرم موضوعًا فيدراليًا روسيًا، وسيفاستوبول واحدة من ثلاث مدن فيدرالية في روسيا. استأجرت روسيا في 1991 قاعدة سيفاستوبول البحرية ومددت عقد الإيجار إلى الأربعينيات من القرن الحالي مع احتمال تمديد العقد مجددًا، ولكن مجلس الدوما الروسي وافق على الانسحاب من اتفاقيات الإيجار هذه بإجماع 433 عضوًا في البرلمان في 31 مارس 2014.
حدود القاعدة البحرية الروسية في مدينة سيفاستوبول والمناطق المجاورة لها غير محددة بوضوح.
في ديسمبر 2018، أعلنت روسيا إتمام بناء الحاجز الذي يبلغ طوله 60 كم عبر برزخ بيركوب بين أوكرانيا والقرم.

### القيود المفروضة على دخول الروس إلى أوكرانيا (منذ عام 2018)
في 1 يناير 2018 فرضت أوكرانيا ضوابط بيومترية على المواطنين الروس الذين يريدون دخول أوكرانيا. في 22 مارس 2018، وقع الرئيس الأوكراني بترو بوروشنكو مرسومًا يُلزم المواطنين الروس و«الأفراد معدومي الجنسية، القادمين من بلدان معرضة للهجرة» (لم تُعطَ تفاصيل إضافية) بإخطار السلطات الأوكرانية مسبقًا عن سبب سفرهم إلى أوكرانيا.
في 7 نوفمبر 2018، عُدل القانون الجنائي الأوكراني فأصبح العبور غير القانوني للحدود إلى أوكرانيا «للإضرار بمصالح البلاد» جُرمًا يُعاقَب عليه بالسجن مدة تصل إلى ثلاث سنوات. يشير التعديل إلى الأشخاص الممنوعين من دخول أوكرانيا وأفراد وحدات القوات المسلحة الروسية وغيرها من وكالات إنفاذ القانون، الذين يحاولون عبور حدود دولة أوكرانيا بأي وسيلة عدا نقاط التفتيش الرسمية، أو الذين يدخلون عبر نقاط التفتيش دون وثائق السفر اللازمة أو بوثائق تحمل معلومات غير دقيقة. سيؤدي تكرار هذه الأفعال أو تنفيذها من قبل مجموعة من الأشخاص إلى السجن من ثلاث إلى خمس سنوات. ويعاقب بالسجن من خمس إلى ثماني سنوات من يرتكب هذه الأفعال باستخدام العنف أو الأسلحة.
منذ 30 نوفمبر 2018، تمنع أوكرانيا كل الرجال الروس بين 16 و60 عامًا من دخول البلاد باستثناء القادمين للأغراض الإنسانية. تدّعي أوكرانيا أن هدف هذا الإجراء حفظ الأمن من خلال منع روسيا من تشكيل وحدات من الجيوش «الخاصة» على الأراضي الأوكرانية.

## نقاط التفتيش الأمنية
منذ بداية الحرب في دونباس في أبريل 2014 فقدت أوكرانيا (وفقًا لرئيس دائرة حرس الحدود الحكومية في أوكرانيا فيكتور نازارينكو) السيطرة على 409.3 كيلومتر (254.3 ميل) من حدود الدولة في جنوب شرق أوكرانيا. تسيطر على هذه الأرض الآن منظمات معروفة باسم جمهورية دونيتسك الشعبية وجمهورية لوغانسك الشعبية.
وفقًا لدائرة حرس الحدود الحكومية في أوكرانيا، انخفض عدد المواطنين الروس الذين عبروا الحدود مع أوكرانيا (أكثر من 2.5 مليون روسي في عام 2014) بنسبة 50% تقريبًا في عام 2015. رُفض دخول 16,500 مواطن روسي إلى أوكرانيا في عام 2014 و10,800 في عام 2015. وفقًا لحرس حدود الدولة، جرى نحو 1.5 مليون دخول من قبل الروس إلى أوكرانيا في عام 2017.